# Belvedere (Siracusa)
Belvedere is een plaats (frazione) in de Italiaanse gemeente Siracusa.